# Малый Анзас
Малый Анзас (хак. Кічіг Аңзас) — посёлок в Таштыпском районе Хакасии. Находится на межселенной территории Таштыпского муниципального района. Ранее входил в состав упразднённого в 2009 году сельского поселения Большеонский сельсовет.

## География
Находится в 94 км к югу от райцентра — с. Таштып. Расстояние до ближайшей ж.-д. станции в г. Абазе — 64 км, до автотрассы Абакан — Ак-Довурак — 14 км по перевалам. Посёлок расположен в горно-таёжной местности (высота свыше 1,5 км над уровнем моря), на реке Она, у впадения в неё левого притока Малый Анзас (отсюда название посёлка).

## История
Посёлок основан в 1913—1914 в связи с добычей золота. В период коллективизации сюда ссылали спецпереселенцев из числа раскулаченных. После выработки золота на прииске, в 1968, посёлок был перенесён на современное место.
Законом Республики Хакасия от 19.10.2009 № 98-ЗРХ «Об упразднении муниципального образования Большеонский сельсовет и о внесении изменений в Закон Республики Хакасия „Об утверждении границ муниципальных образований Таштыпского района и наделении их соответственно статусом муниципального района, сельского поселения“», принятым Верховным Советом Республики Хакасия 30 сентября 2009 года все селения Большеонского сельсовета вошли в состав муниципального образования Таштыпский район в качестве межселенной территории.

## Население
| 2002 | 2010 |
| ---- | ---- |
| 19   | ↗26  |

Численность населения — 26 чел. (01.01.2004), в том числе русские, хакасы.